# Islam Abdullayev
Islam Abdullayev (en azerí: İslam Abdullayev; Şuşa, diciembre de 1876 – Bakú, 22 de septiembre de 1964) fue cantante de mugam de Azerbaiyán, Artista de Honor de la RSS de Azerbaiyán.

## Biografía
Islam Abdullayev nació en 1876 en Şuşa. Recibió su educación en Şuşa. En la historia de la música de Azerbaiyán Islam Abdullayev se conoce como único intérprete de mugam “Segah”. En 1901-1905 interpretó con Gurban Pirimov, intérprete de tar de Azerbaiyán, en Ganyá y Karabaj. Él también fue pedagogo. Trabajó como director de la escuela de música en Şuşa y organizó la orquesta de instrumentos populares en Ganyá. Jugó un gran papel en la carrera de Khan Shushinski, Yagub Mammadov, Sahib Shukurov. Hasta el fin de su vida enseñó mugam en la escuela de música. Islam Abdullayev recibió el título “Artista de Honor de la RSS de Azerbaiyán” en 1949.
Islam Abdullayev murió el 22 de septiembre de 1964 en Bakú.

## Premios y títulos
- Artista de Honor de la RSS de Azerbaiyán (1949)